# Sakıb Aytaç
Sakıb Aytaç (sinh 24 tháng 11 năm 1991) là một cầu thủ bóng đá Thổ Nhĩ Kỳ thi đấu cho Antalyaspor.